# Ukraine on Fire
Der Dokumentarfilm Ukraine on Fire des US-amerikanischen Produzenten Oliver Stone behandelt die Hintergründe zur Euromaidan-Revolution in der Ukraine 2013/14 gegen die Regierung von Wiktor Janukowytsch. Oliver Stone interviewt im Film politische Akteure wie Janukowytsch, Wladimir Putin und andere Politiker. Im Film wird die Verschwörungstheorie vertreten, dass es sich bei den Vorgängen, die im Februar 2014 zur Flucht von Janukowytsch führten, um einen Staatsstreich unter Federführung der USA gehandelt habe.

## Titel
Der Titel nimmt Bezug auf den Dokumentarfilm Winter on Fire: Ukraine’s Fight for Freedom aus dem Jahr 2015, der die Revolution aus Sicht der protestierenden Bürger thematisiert.

## Inhalt
Der Film beginnt mit einem Rückblick auf die Ereignisse im Grenzland zwischen Ost- und Westeuropa ab der Neuzeit, angefangen mit den Kosakenführern Bohdan Chmelnyzkyj und Iwan Masepa, dem Ersten Weltkrieg und dem demütigenden Friedensvertrag von Brest-Litowsk. Der Molotow-Ribbentrop-Pakt im Vorfeld des Zweiten Weltkriegs wird erwähnt und die damit verbundene Vierte Polnische Teilung, inklusive der Eingliederung polnischer Gebiete in die Ukrainische Sozialistische Sowjetrepublik. Der Film erwähnt die Waffen-SS-Division Galizien und das Bataillon Nachtigall, die sich laut Darstellung meist aus den Reihen der Organisation Ukrainischer Nationalisten (OUN) speisten. Der OUN-Führer Stepan Bandera wurde 1941 nach der Ausrufung eines unabhängigen ukrainischen Staates im KZ Sachsenhausen festgehalten. Der Film thematisiert das von den Deutschen verübte Massaker von Babyn Jar im September 1941, bei dem 33.000 Juden erschossen wurden. Danach werden ethnische Säuberungen gegenüber der polnischen Ethnie durch Mykola Lebed erwähnt. Nach dem Einmarsch der Roten Armee im Oktober 1944 führte der militärische Flügel der OUN bis Mitte der 50er Jahre einen Guerillakrieg gegen die Sowjetunion.
Im Kalten Krieg hielt die CIA den Kontakt zu den ukrainischen Nationalisten, um über mögliche Kanäle zur Gegenspionage Richtung UdSSR zu verfügen. Der Film fokussiert auf Mykola Lebed, dem die Einreise in die USA ermöglicht wurde. Stepan Bandera war als Stefan Popel in München untergetaucht, wo er 1959 ermordet wurde. Durch seinen Tod wurde er das Symbol der ukrainischen Nationalisten, obwohl er nicht die einflussreichste Führungspersönlichkeit war, verglichen mit Dmytro Donzow, Andrij Melnyk und Roman Schuchewytsch. 1954 gliederte Nikita Chruschtschow die Krim von der Russischen zur Ukrainischen SSR um; 60 Jahre später erfolgte die Wiederangliederung an Russland. Der Kalte Krieg ging weiter, bis Mitte der 80er Jahre Michail Gorbatschow mit der Perestroika eine Wende vornahm. Der Film streift den Fall der Berliner Mauer und die ukrainische Volksbewegung (Narodnyj Ruch Ukrajiny), die 1989 entstand und für eine Unabhängigkeit der Ukraine von der UdSSR plädierte. 1991 gründete Oleh Tjahnybok eine radikale nationale Partei, die Allukrainische Vereinigung „Swoboda“ (deutsch: Freiheit).  Dmytro Jarosch gründete 1994 eine weitere rechtsextreme Organisation Trysub (Dreizack), die später im Rechten Sektor (Prawyj Sektor) aufging. Die von diesen Organisationen durchgeführten Fackelzüge erinnerten – so die Darstellung des Films – an die der NSDAP. Mit dem Zerfall der Sowjetunion im Jahr 1991 begannen die sogenannten verrückten 90er Jahre, in denen der freie Markt und schlecht regulierte Privatisierungen von Staatsvermögen Oligarchen entstehen ließen, während in der Allgemeinheit der Lebensstandard sank. 2004 fand die gewaltfreie Orange Revolution statt; in der Darstellung des Films war es ein Kopf-an-Kopf-Rennen der Präsidentschaftskandidaten Wiktor Janukowytsch (ostorientiert) und Wiktor Juschtschenko (westorientiert). Juschtschenko gewann die Wahl, nachdem sie wegen massiver Wahlfälschungen hatte wiederholt werden müssen, aber die nicht geeinte Opposition enttäuschte während seiner Amtszeit und wurde 2010 nicht mehr wiedergewählt. Vier Jahre später sollte eine erneute Revolution die Regierung erschüttern.
Nach dem geschichtlichen Rückblick folgen Interviews von Oliver Stone mit Wiktor Janukowytsch und Wladimir Putin, in denen sie die Situation 2013 bezüglich des Handelsabkommens mit der EU erläutern und warum die Verhandlungen pausierten. Innenminister Witalij Sachartschenko fügt hinzu, dass Informationen vorlagen, nach denen schon für 2015 Proteste vorbereitet waren, die aufgrund der aktuellen Lage mit dem EU-Vertrag von der Opposition vorgezogen wurden. Die anfänglich friedlichen Proteste seien durch ausländische Nichtregierungsorganisationen (NGO) unterstützt worden. Robert Parry erläutert, dass es NGOs gebe, die mit US-Regierungsgeldern finanziert werden und deren Interessen vertreten, u. a. die Stiftung National Endowment for Democracy (NED). Die Protestbewegung auf dem Maidan erhielt Unterstützung auch von dem medienerfahrenen Mustafa Najjem, insbesondere durch einen Aufruf per Facebook am 21. November 2013. In diesen Tagen wurden drei TV-Kanäle gegründet, die sich auf die Maidan-Berichterstattung fokussierten: SPILNO.TV, hromadske.tv und Espreso TV. In der Anfangszeit waren die Proteste friedlich, auch wenn sich schon radikale Elemente zeigten. Am 24. November fing mit dem Sturm auf ein Regierungsgebäude das Aggressionsniveau zu steigen an; am 30. November wurde eine gewaltsame Räumung des Maidans durch die Polizei vermutlich auf Anweisung von Oleksandr Popow und Serhij Ljowotschkin durchgeführt (vorgeblich, um alljährlich den Weihnachtsbaum auf dem Platz zu installieren). Auf Seiten der Demonstranten seien gewaltbereite junge Männer aufgetreten, die mit Steinen und Fackeln die Bereitschaftspolizisten provozierten. Darunter seien Aktivisten des Rechten Sektors gewesen, die laut Richard Parry nach Kiew auf den Maidan gebracht wurden, um die friedlichen Demonstrationen mit „Muskeln“ auszustatten, die gewaltvoller wurden.
Ab dem 1. Dezember nahmen die Maidanproteste – unterstützt durch die TV-Berichterstattung – an Dynamik zu. Eine Aufrüstung fand auf Seiten der Demonstranten statt: mit Baseballschlägern, Metallrohren und auch unter Einsatz von Baufahrzeugen. Janukowytsch behauptet in einem Interview, dass diese Eskalationstechniken im Vorfeld geplant worden waren. Der Film zeigt Flugblätter aus anderen Regionen, die Tipps gaben, wie man sich auf eine Konfrontation mit der Bereitschaftspolizei bei Demos vorbereitet. Das Symbol der ausgestreckten Faust wird als gemeinsames Mem präsentiert. Eine Finanzierung der Vorbereitungen über Stiftungen wie z. B. die Renaissance Foundation von George Soros wird vermutet, der Auftritt von US-Politikern (Chris Murphy, John McCain) auf dem Maidan wird gezeigt. Auch der US-Botschafter in der Ukraine Geoffrey Pyatt empfange regelmäßig Vertreter von den Maidan-Gruppen. Das abgehörte Telefongespräch zwischen ihm und der Staatssekretärin im US-Außenministerium, Victoria Nuland, das Anfang Februar 2014 stattfand und in dem beide eine Umstrukturierung der ukrainischen Regierungsbank besprechen, wird im Film vorgestellt. Parry beschreibt die Strategie der Neocons, die an einem Regime Change interessiert seien: Man dämonisiere die politische Führung und stelle ihre persönlichen Schwächen in den Vordergrund, ohne sich näher mit deren Politik zu befassen – eine Schwarzweißmalerei werde gegenüber Grautönen bevorzugt.
Der Film führt in das Konzept des heiligen Opfers ein: Die an Weihnachten zusammengeschlagene Tetjana Tschornowol sowie Sergei Nigoyan, der am 22. Januar erschossen wurde, waren als Maidan-Märtyrer im Sinne einer Fortführung der Spannungen nützlich. Einen Monat später eskalierte die Waffengewalt, ab dem 20. Februar gab es Tote auf beiden Seiten. Geschossen wurde unter anderem vom Konservatorium aus, das unter der Kontrolle der Demonstranten war. Andrij Parubij wird vorgestellt als Maidan-Kommandant bzw. Führer der radikalen Opposition. Auch Vitali Klitschko wird als Oppositionspolitiker gezeigt, wie er die Maidan-Demonstranten zum Durchhalten aufruft. Die Außenminister Frankreichs, Laurent Fabius, Deutschlands, Frank-Walter Steinmeier, und Polens, Radosław Sikorski, vermitteln in den Verhandlungen zwischen Präsident Janukowytsch und den Oppositionsparteien. Die Vereinbarung wurde jedoch vom Rechten Sektor nicht als bindend gesehen, solange Janukowytsch noch im Amt sei. Janukowytsch kam zu der Überzeugung, dass ein Staatsstreich im vollen Gange und nicht mehr aufzuhalten sei – er verließ per Hubschrauber über Charkiw das Land, am 24. Februar kam er in Russland an. Der Amtssitz und seine Residenz wurden von bewaffneten Kräften besetzt, die (leere) präsidiale Autokolonne sei beschossen worden.
Nach der Flucht Janukowytschs wurde Oleksandr Turtschynow Interimspräsident. Das Amtsenthebungsverfahren bezüglich Janukowytsch sei nicht verfassungsgemäß abgelaufen, da bei 450 Parlamentariern die geforderte Drei-Viertel-Mehrheit 338 Stimmen erfordert hätte; es waren nur 328 Ja-Stimmen für die Amtsenthebung zusammengekommen. Weil das US-Außenministerium die neue Regierung als legitim begrüßte, sei dieser Status quo zementiert worden. Sergei Aksjonow wurde Ministerpräsident der Autonomen Republik Krim. Auf die (unblutige) Okkupation der prorussischen  Krim durch russische Truppen (grüne Männchen), folgte kurz danach ein Referendum zur Sezession und der Anschluss an Russland. In diesem Zusammenhang wird im Film die NATO-Osterweiterung angesprochen, die Russland mit Besorgnis sehe. 
Im Frühjahr 2014 kamen in der Ostukraine Proteste gegen die neue Regierung in Kiew auf. Ein Kritikpunkt war der Status der russischen Sprache in der Ukraine. Am 6. April wurden Regierungsgebäude von Demonstranten besetzt und danach die Volksrepublik Donezk ausgerufen, worauf die Zentralregierung in Kiew mit einer sogenannten „Anti-Terror-Operation“ antwortete. Das Ganze wurde nicht als (Bürger-)Krieg deklariert, weil IMF-Gelder nicht in Länder fließen können, in denen ein Krieg tobt. Weiterhin werden auch die Ausschreitungen in Odessa Anfang Mai 2014 angesprochen, bei denen das Gewerkschaftshaus in Brand gesteckt wurde, in dem zahlreiche Anti-Maidan-Demonstranten starben. Am 30. Mai 2015 wurde im Oblast Odessa der ehemalige Präsident Georgiens, Micheil Saakaschwili, als neuer Gouverneur ernannt. Der Film behandelt den Abschuss des Linienflugzeugs MH 17 über dem Bürgerkriegsgebiet in der Ukraine, in dessen Folge die Sanktionen gegenüber Russland verschärft wurden. Das Konzept der Weltuntergangsuhr wird vorgestellt, die '3 vor 12' im Jahr 2015 anzeigte, u. a. aufgrund der Modernisierung des nuklearen Waffenarsenals. 

## Veröffentlichung
Ukraine on Fire hatte am 16. Juni 2016 seine Premiere auf dem Taormina Film Festival und wurde mit dem Taormina Arte Award ausgezeichnet. Ab dem 18. Juli 2017 wurde der Film auf DVD vertrieben, das Werk kam nicht über den Filmverleih in die Kinos.
Auf Youtube und auch Vimeo war Ukraine on Fire im März 2022 gelöscht worden. Ein erneuter Upload kann aufgrund der Gewaltdarstellungen nur mit einer Inhaltswarnung gesehen werden.
Seit August 2022 ist der Film in der deutsch synchronisierten Fassung auf allen gängigen Streaming-Portalen, unter anderem auf Amazon Prime Video und Apple TV erhältlich.

## Rezeption
Der Film wurde vielfach für seine unkritische Übernahme der russischen Sichtweise auf die Vorgänge der Maidan-Revolution kritisiert. Schon vor dem Abschluss der Dreharbeiten schrieb der Historiker Stepan Welitschenko im Januar 2015 Oliver Stone einen offenen Brief, als er von seinen Filmplänen erfuhr. Wie jeder gestürzte Diktator, so Weitschenko, habe auch Janukowytsch, anstatt die Fehler bei sich und der eigenen Politik zu suchen, die einfachere Erklärung durch Intervention fremder Mächte zur Hand. Der Fokus Stones auf die CIA führe zu billiger Propaganda zum Vorteil des Putinismus und der Diktatur in Russland. Welitschenko fügte an, dass eine solche Konzentration auf einen isolierten Aspekt entweder zu einer weltanschaulichen Verteidigung oder zu Verschwörungstheorien führe. Das Einwirken ausländischer Dienste dürfe nicht dazu führen, andere Einflüsse zu vernachlässigen.
Auf der Pressekonferenz nach der Premiere entwickelte sich eine lebhafte Debatte; Oliver Stone erläuterte, dass dieser Film zum Ziel habe, zur aus seiner Sicht einseitigen Berichterstattung westlicher Massenmedien einen Gegenpol zu bilden.
Laut Pierre Vaux (Daily Beast) wurden Teile von Ukraine on Fire für den Film Revealing Ukraine wiederverwendet.
James Kirchick von Daily Beast fragte unter dem Titel ‚Oliver Stone’s Latest Dictator Suckup‘, wozu man denn überhaupt noch die russische Propaganda von RT brauche, wenn man ja Oliver Stone habe? Er kritisierte an Stones These des von Langley orchestrierten Putsches, dass die Beweislage für den US-Eingriff dürftig sei. Antonio Armano, ein italienischer Journalist, kritisierte, dass der Film weder Stalins Dekulakisierung noch den Holodomor erwähnt, was erklären könnte, warum die Nazi-Besatzung während des Zweiten Weltkriegs von einigen Ukrainern als willkommene Befreiung angesehen wurde. Ukraine on Fire sei ein Sprachrohr Putins und Janukowytschs, er lege zu viel Gewicht auf Verschwörungstheorien, die Geschichte, wonach jedes einzelne Ereignis von der CIA manipuliert worden sei, sei kaum mehr als eine Verschwörungstheorie.
Rod Dreher schrieb im The American Conservative über den Film: „Ich erwartete, dass Ukraine On Fire Propaganda wäre, und das war es auch. Aber das bedeutet nicht, dass es eine reine Lüge ist, und in jedem Fall ist es wichtig zu wissen, wie die andere Seite einen Konflikt sieht, wenn auch nur, um zu verstehen, wie sie wahrscheinlich denkt.“

## Historische Fakten
Ausschlaggebend für die Ereignisse des Euromaidan waren die innenpolitischen Faktoren. Der Euromaidan war die größte demokratische Massenbewegung in Europa seit 1989. Zahlreiche verschwörungstheoretische Deutungen nehmen hingegen ihren Ausgang von dem Gedanken, "der Machtwechsel in der Ukraine 2014 sei ein inszenierter, maßgeblich von den USA finanzierter Putsch gewesen".
Ohne Bezug auf den Film schrieb Andreas Umland, trotz der Bezeichnung Euromaidan sei dieser ein „hauptsächlich innenpolitisch und nationalgeschichtlich determiniertes Ereignis“ gewesen. Auch Nina Krienke von der Forschungsstelle Osteuropa an der Universität Bremen, ein Institut, das Umland in seinem Artikel der BPB anerkennend erwähnt, hält innenpolitische Faktoren für die initialen Ereignisse auf dem Euromaidan für entscheidend.
Pavel Shekhtman, ein in die Ukraine geflüchteter russischer Menschenrechtsaktivist, schrieb in einer ausführlichen Analyse des Films in der Kharkiv Human Rights Protection Group, es sei egal, wie einfach nur falsch, aber auch paradox und diskussionsbedürftig Oliver Stones persönliche Ansichten seien. Es handle sich aber um das ideologisierte Geschichtsbild der russischen Propaganda. Er identifiziert und widerlegt die folgenden „Postulate“ des russischen „Massebewusstseins“, die durch den Film umgesetzt würden: Die Ukraine sei kein unabhängiges politisches Subjekt, sondern ein Feld für einen „geopolitischen Wettbewerb“ zwischen Russland und dem Westen, und alles, was Russland in der Ukraine tue, sei nur legale Selbstverteidigung. „Die Bewohner der Westukraine dienen als Agenten des Westens – als Träger der unnatürlichen Ideologie des ukrainischen Nationalismus, die von den Feinden Russlands erfunden wurde, die die Russen in Wirklichkeit irrational hassen, so wie die Nazis die Juden hassten, was sie zu den wahren Nazis und wahren Erben Hitlers macht.“ Es sei auch unrichtig, dass die Ukraine ein Geschenk des sowjetischen Machthabers Chruschtschow gewesen sei. Schekhtman kritisiert unter anderem die Darstellung Stones, der ukrainische Nationalismus sei urplötzlich 1941 mit der Kollaboration mit den Deutschen entstanden.  Außerdem hält er die Darstellung der Rolle der OUN für falsch. Der Film soll auch die „übliche“ russische Suggestion enthalten, es hätte vor dem Zweiten Weltkrieg verschiedene Verträge zwischen europäischen Staaten gegeben, weshalb der Molotow-Ribbentrop-Pakt nichts Außergewöhnliches gewesen sei; tatsächlich habe es sich dabei um Nichtangriffsverträge gehandelt, im russischen Narrativ werde der eigentliche Angriffs- und Teilungs-Vertrag solchem Nichtangriffsvertrag gleichgestellt. Der Film suggeriere außerdem, ein großer Teil der Bevölkerung der Ukrainischen SSR hätte die Deutschen bei der Invasion 1941 begrüßt, es hätten sich 1941 in eineinhalb Monaten 80.000 Galizier in die Waffen-SS-Division Galizien begeben.